# 조몬 삼나무

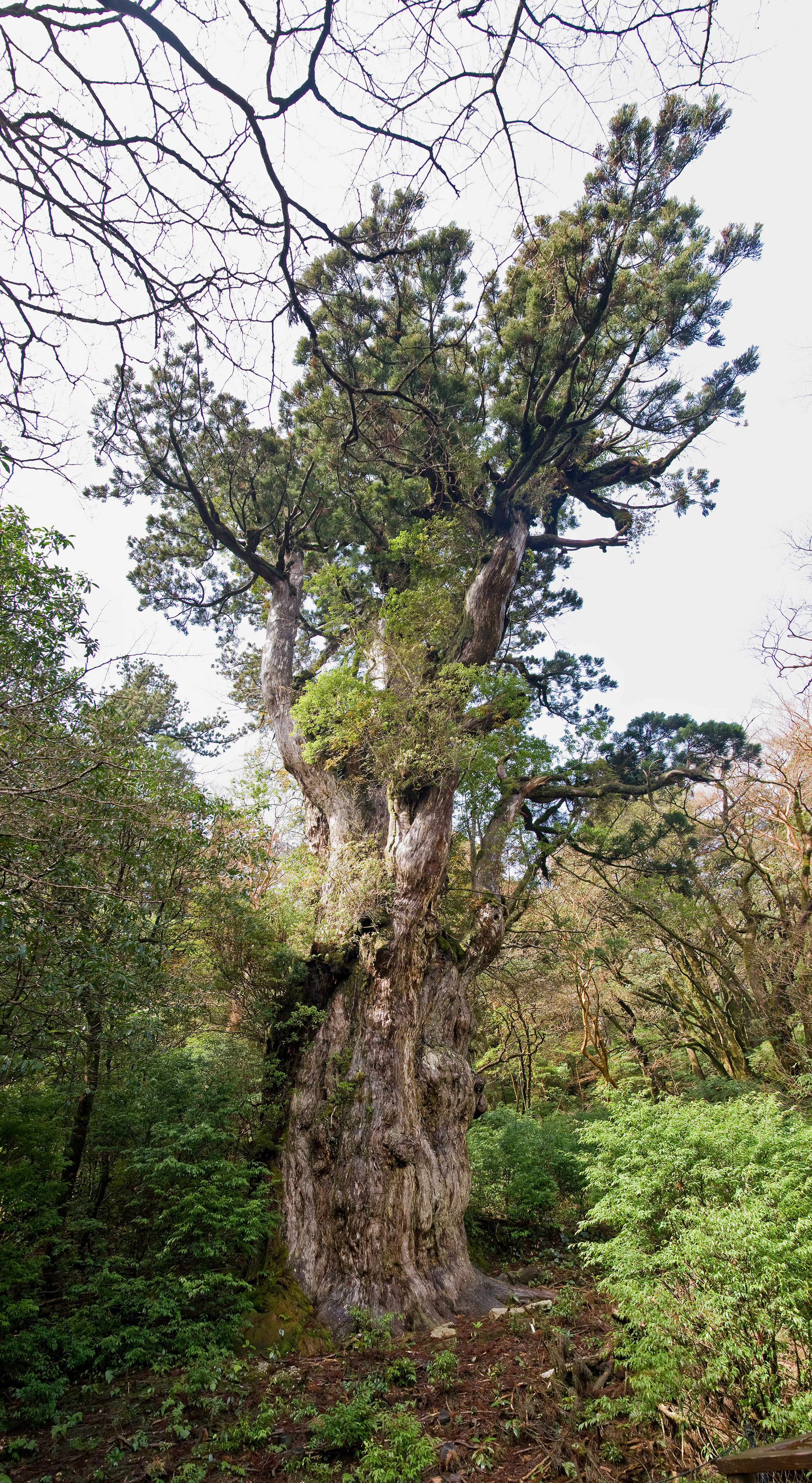
조몬 삼나무

조몬 삼나무(일본어: 縄文杉 조몬스기[*])는 가고시마현 구마게군 야쿠시마정(야쿠섬)에 자생하는 최대의 야쿠 삼나무이다. 야쿠 삼나무를 대표하는 고목으로 유명하다.
수령 최소 2,170여년에서 발견 당시 최대 7,200여년으로 추정되었으며, 이름은 일본의 신석기 시대인 조몬 시대로부터 살기 시작했을 것으로 추정되기 때문이다.